# خط لوله انتقال هیدروژن

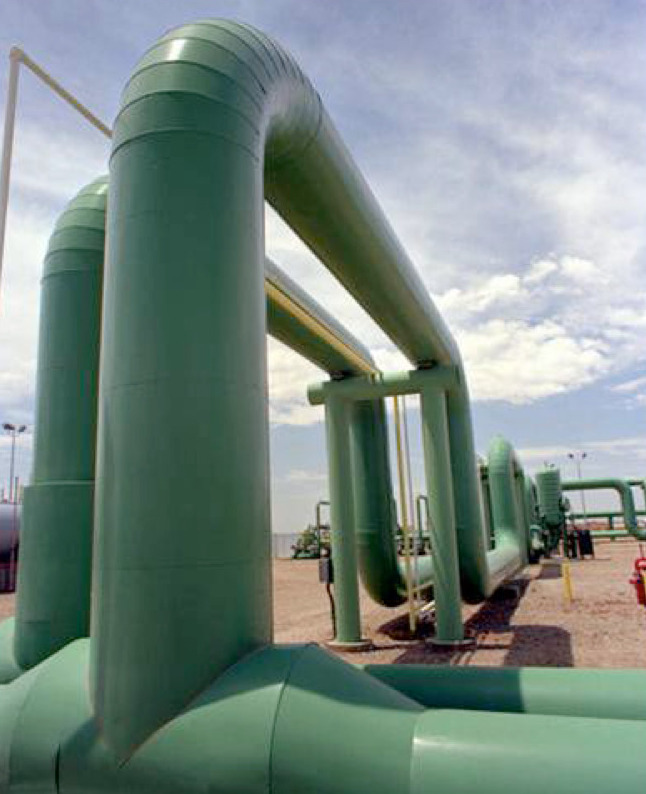
نمونه ای از خط لوله انتقال هیدروژن

خط لوله انتقال هیدروژن (انگلیسی: Hydrogen pipeline transport) مجموعه تاسیساتی است که جهت انتقال هیدروژن به عنوان سوخت برای مصارفی از جمله سوخت اتومبیل ها به کار می رود. از آنجایی که هیدروژن به واسطه داشتن یک الکترون فعال، خاصیت خوردندگی دارد، می بایست از ترکیبات خاصی در تولید خطوط لوله هیدروژن استفاده شود مانند:
- ساختاری از فیبر کربن پلیمری تقویت شده با پوششی از فایبرگلاس .
- perfluoroalkoxy (PFA, MFA).
- پلی تترافلوئورواتیلن (PTFE)
- fluorinated ethylene propylene (FEP) .
- فیبر کربن پلیمری تقویت شده (FRP)